# Birger Gröndahl
Gustaf Birger Valdemar Gröndahl, född 1 juli 1935 i Strängnäs, död där 12 februari 2023, var en svensk barn- och ungdomspsykiater.
Gröndahl, som var son till köpman Valdemar Gröndahl och Angelina Bontempelli, avlade studentexamen i Strängnäs 1955, blev medicine kandidat vid Karolinska Institutet i Stockholm 1957 och medicine licentiat där 1964. Han var vikarierande underläkare på kirurgiska kliniken i Gällivare 1963, underläkare på barnkliniken i Örnsköldsvik 1964–1965, vid barn- och ungdomspsykiatriska kliniken på Falu lasarett 1966–1968, vikarierande underläkare på psykiatriska kliniken 1968 och biträdande överläkare på barn- och ungdomspsykiatriska kliniken där från 1969. Han var förtroendeläkare i Falu stad 1966–1968.